# Botermolen (Gooik)

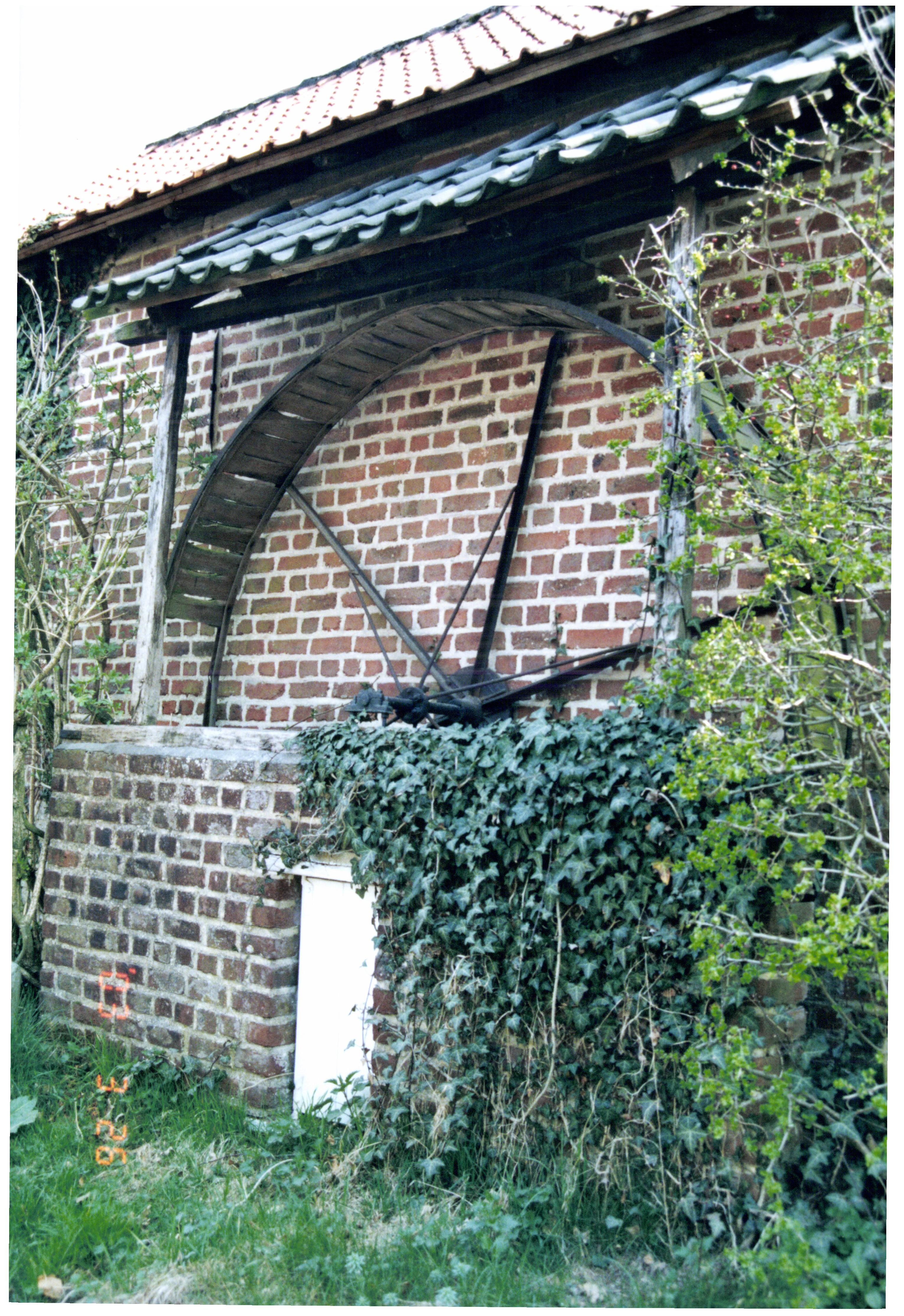
Botermolen

De Botermolen is een tredmolen in de Vlaams-Brabantse plaats Gooik, gelegen aan de Woestijnstraat 9.
Het betreft een rad waarin honden liepen om een karnton aan te drijven. Het rad is afkomstig uit Herne en het is geplaatst tegen een gebouw waarin het café In de Uil en een hopast zijn gevestigd.
Het betreft een gietijzeren rad met houten loopplanken.